# بلاوه‌استاد
بلاوه‌استاد (به هلندی: Blauwestad) یک منطقهٔ مسکونی در هلند است که در شهرستان الدآمبت واقع شده‌است.